# Basílica de Nuestra Señora de las Gracias
La basílica de Nuestra Señora de las Gracias es una iglesia católica en Sardhana, a 19 km al noroeste de Meerut, en el estado indio de Uttar Pradesh.

## Introducción general

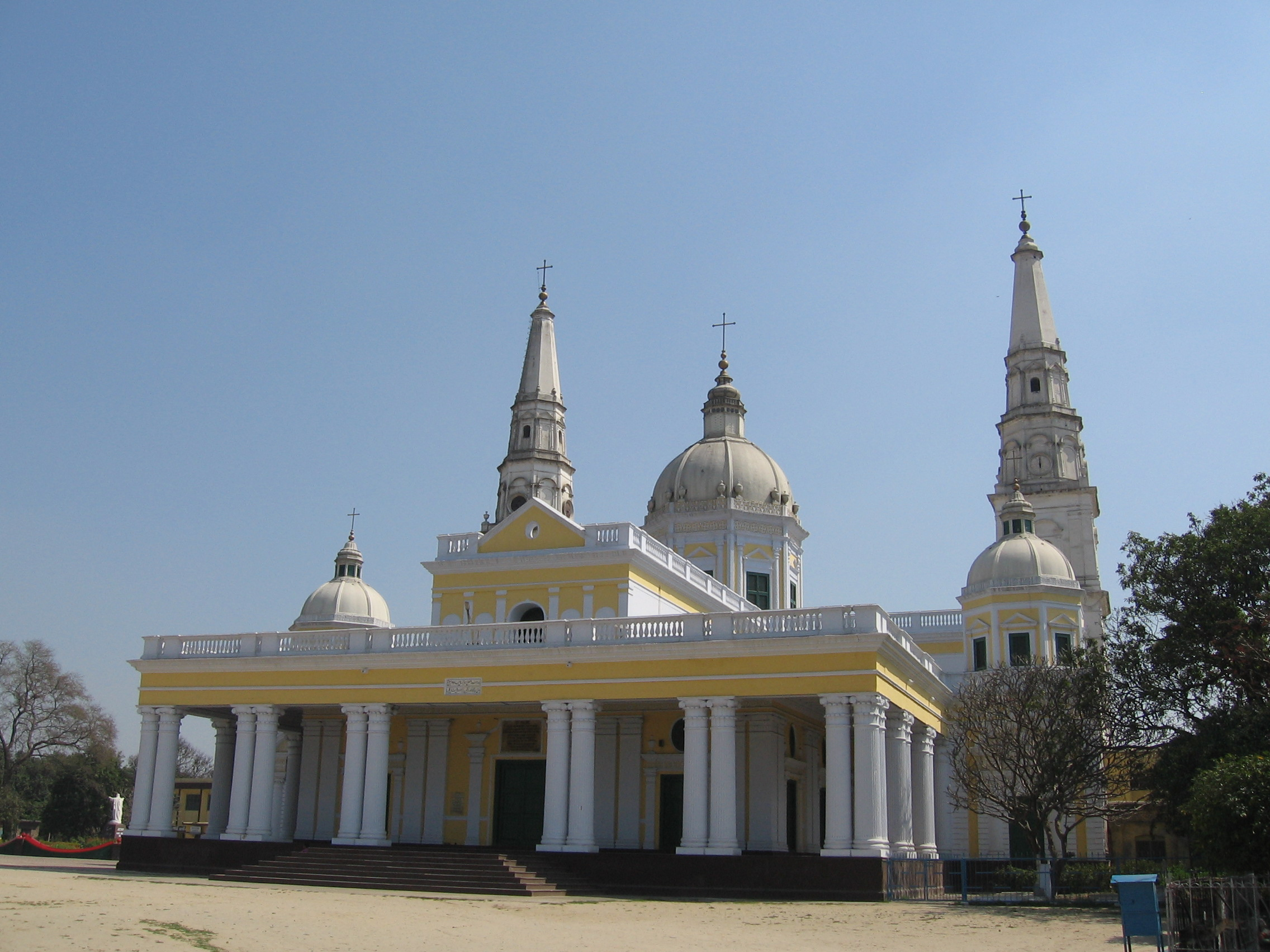
Basílica de Nuestra Señora de las Gracias

La basílica de Nuestra Señora de las Gracias, también conocida como Iglesias entre las iglesias, está dedicada a la Virgen María. La Iglesia fue construida por la Begum Samru, una bailarina de 14 años que se casó con un soldado mercenario europeo Walter Reinhardt Sombre. Samru se convirtió al catolicismo en 1781 y adoptó el nombre de Joanna Nobilis. Está considerada como la única gobernante católica en la India, y rigió el principado de Sardhana en los siglos XVIII y XIX. Las iglesias es la más grande del Norte de la India.

## Historia
Begum Samru heredó el Jagir de Sardhana después de la muerte de su esposo en 1778. Posteriormente, decidió construir una iglesia en Sardhana, dedicada a la Virgen María. La construcción de la iglesia costó Rs. 4 lakh, una suma enorme en aquellos días. A los maestros albañiles se les pagó el equivalente a 25 p. por día, y los trabajadores en conchas. Dos enormes lagos cerca de la iglesia son el resultado del lodo que fue eliminado para proporcionar material de construcción para la iglesia.
El Sr.K. M. Munshi, el destacado historiador, da la fecha de 1809. Muchos están inclinados a seguir esta fecha porque una inscripción en latín sobre la puerta principal de la iglesia pone su dedicatoria en 1822. La otra fecha, dada por Fr. Keegan en su estudio de la Begum, es 1820.
La Begum Samru pidió al papa que hiciera de Sardhana una circunscripción independiente. En 1834, el papa Gregorio XVI estableció el Vicariato Apostólico de Sardhana del Vicariato Apostólico de Tíbet-Hindostán y nombró obispo a Julius Caesar Scotti como vicario apostólico. La iglesia fue la catedral de Sardhana. Sin embargo, Scotti fue el único vicario apostólico, y eventualmente, el vicariado apostólico de Sardhana se fusionó con el de Agra.

## Arquitectura
El arquitecto de la iglesia fue Antonio Reghellini, un italiano de la ciudad de Vicenza. La iglesia se basa en la basílica de San Pedro de Roma con un toque de Palladio y alguna influencia de la arquitectura india. El altar y sus alrededores son de mármol con piedras coloreadas. Gran parte del resto del interior es también de mármol, y todo es de la más alta artesanía. Está iluminado a través de un octógono de la cúpula, por donde entra el sol.

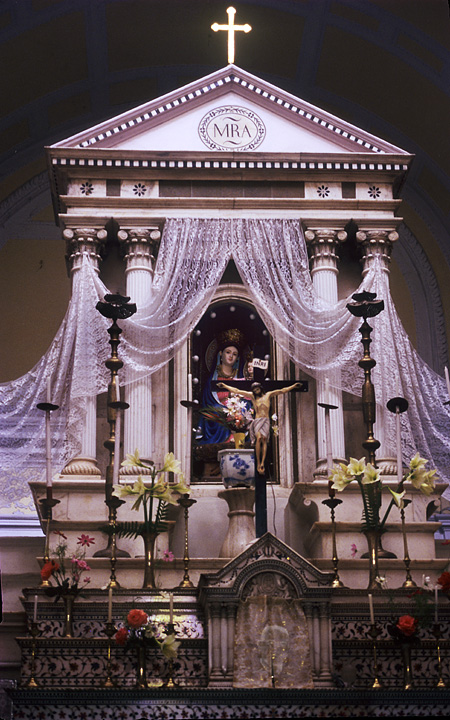
Altar principal de la basílica

Reghellini completó la iglesia en once años. La iglesia destaca por el uso de obra de piedra semi-preciosa, una veranda con columnas griegas, un altar elevado con una cúpula de vitrales y hay dos agujas y tres cúpulas romanas que añaden grandeza al edificio. Cerca del santuario hay un edificio muy alto sobre la tumba de la Begum. 
Tallada por el escultor italiano Adamo Tadolini y transportada a Sardhana desde Italia a Calcuta por mar y luego en barcas y carros de bueyes desde allí, representa a la Begum Sumru en el trono, fumando un narguile con europeos e indios en el público. La representa con un rollo del emperador Shah Alam II dándole el feudo de Sardhana tras la muerte de su esposo. También representa a su hijo adoptivo, David Dyce Sombre y su Diván, Rae Singh quien fue bisabuelo de Motilal Nehru.

## Elevación a basílica menor
El 13 de diciembre de 1961, el papa Juan XXIII decidió elevar la iglesia al estatus de basílica menor, una dignidad que se confiere raramente y sólo a iglesias que son al mismo tiempo históricamente famosos y bellos. La iglesia es sólo una de las 19 basílicas de la India y es la única basílica menor en el norte de la India.